# 卢龙站
卢龙站位于中华人民共和国河北省秦皇岛市卢龙县印庄镇马家洼村，是津山铁路的一个铁路车站，建于1982年，于1984年6月开通运营，距南仓站225公里，距山海关站78公里，现为四等站，由中国铁路北京局集团秦皇岛车务段管辖，目前车站办理客运：办理旅客乘降；不办理行李、包裹托运。货运：办理整车、零担货物发到。

## 旅客列车目的地
目前仅有一趟客运列车停靠本站，为南下过路车，具体信息如下。
| 目的地 | 车次  | 列车所属路局 |
| ------ | ----- | ------------ |
| 杭州   | K50次 | 哈尔滨局集团 |

## 车站周边
- 卢龙县印庄镇人民政府
- 卢龙县印庄镇印庄中学
- 卢龙县印庄镇马家洼小学
- 印庄镇印庄村村民委员会